# جیمز کلپر
جیمز رابرت کلپر جونیر (زاده ۱۹۴۱) سپهبد بازنشسته آمریکایی در نیروی هوایی ایالات متحده آمریکا و اداره‌کننده کنونی اطلاعات ملی است. او سابقاً همزمان اولین مدیر اطلاعات دفاعی در دفتر مدیر اطلاعات ملی همزمان با مقام معاون اطلاعاتی وزیر دفاع بود. کلپر در جامعه اطلاعاتی ایالات متحده آمریکا مقام‌های متعددی داشته‌است.